# Anton von Massenhausen
Anton von Massenhausen (1758-1815). Estudiant de la Universitat d'Ingolstadt que va donar suport a Adam Weishaupt en la fundació dels Illuminati.
Massenhausen va estar present en la nit de Walpurgis de 1776, data recordada per ser el dia que van crear els illuminati.
Es va traslladar a la Universitat de Múnic per reclutar membres per l'ordre, entre ells estava Franz Xavier von Zwack, que aviat el substituiria com a aliat de Weishaupt, ja que el mateix Weishaupt assegurava que Massenhausen estava més interessat en assumptes femenins que en els Illuminati.
El sobrenom de Massenhausen dins dels Illuminati era el de Ajax.